# Heterospilus discolor
Heterospilus discolor är en stekelart som först beskrevs av Cresson 1865.  Heterospilus discolor ingår i släktet Heterospilus och familjen bracksteklar. Inga underarter finns listade i Catalogue of Life.